# John Devey
John Henry George "Jack" Devey (26 de dezembro de 1866 - 11 de Outubro de 1940) foi um jogador de futebol. 

## Carreira
Devey nasceu em Birmingham e assinou pelo Aston Villa em março de 1891, e ele viria a se tornar um dos maiores capitães do clube. Um hábil ponta direita/centro-avante e um internacional na Inglaterra com 2 jogos, era excepcionalmente inteligente com a cabeça e os pés na frente do gol e um goleador prolífico. Ele foi artilheiro do clube no Campeonato da temporada  de 1893-94  com 20 gols, ganho pelo clube.
Durante oito anos, Devey foi capitão no Aston Villa, período durante o qual venceu o campeonato da Liga cinco vezes entre 1894 e 1900 e a FA Cup duas vezes. Incluindo a famosa 'Dobradinha' na temporada 1896-97. Foi o terceiro maior artilheiro da história do clube com 184 gols. Ele se aposentou em abril de 1902 e foi um diretor do Aston Villa para os próximos 32 anos. 